# Landing Craft Assault
Le Landing Craft Assault ou LCA est un bateau de débarquement anglais de la Seconde Guerre mondiale destiné au transport de l'infanterie. Plus petite embarcation employée par la Royal Navy, il fut néanmoins le principal bateau utilisé par les troupes alliées d'assaut qui débarquèrent sur les plages de Normandie le 6 juin 1944.
À leur départ du port, les LCA sont transportés par des Landing Ship Infantry et mis à l'eau, entièrement chargés, à l'aide de bossoirs. Le LCA pouvaient transporter jusqu'à 31 soldats et cinq hommes du génie dont la mise à terre s'effectuait par la rampe mobile qui s'abaissait à la proue du bateau.

## Conception et fabrication
Pendant l'entre-deux-guerres, la Royal Navy, l'armée britannique et la Royal Air Force discutèrent pour savoir qui serait responsable des barges de débarquement. Elles formèrent ensemble un petit comité - l'Inter-Service Training and Development Centre (en) (ISTDC), dirigé à ses débuts par le commandant Loben Maund. La naissance du LCA remonte donc à 1938.
Après la crise de Munich, la Grande-Bretagne, qui commence à se préparer à la guerre, décide de mettre au point une embarcation de débarquement de moins de dix tonnes (un poids acceptable pour la plupart des daviers de navire marchand), capable d’emporter un équipage de quatre hommes, 32 fantassins et cinq hommes du génie et avec un tirant d’eau inférieur à 50 cm permettant aux troupes de débarquer avec de l'eau en dessous du genou.
Le premier prototype, construit par White de Cowes, d'après un plan de Fleming ne rencontra pas un grand succès. Aucun effet de surprise n'était possible avec un tel bateau car les deux moteurs essence Chrysler de 120 ch faisaient beaucoup de bruit, de surcroit amplifié par la coque en aluminium.
 De plus, la forme et le matériau de la coque étaient inadaptés à la mise en place de plaques de blindage.
Le second modèle, construit par Thornycroft, correspondait nettement plus au désir de l’ISTDC : faible tirant d’eau, silhouette basse et moteurs V8 Ford de 65 ch peu bruyants. En outre, le plus important, la coque en bois (contreplaqué marine) était compatible avec un blindage par plaque mais qui ne résiste qu'aux tirs d'armes légères. Légèrement amélioré avec l’aide du directeur de la construction navale de l'Amirauté, ce bateau reçu le nom d’ALC No 2 pour Assault Landing Craft. Ce sera l'ancêtre des quelque 1 929 LCA et chalands spécialisés dérivés qui vont être construits durant la guerre.
Son nom fut changé en 1942 pour devenir Landing Craft Assault afin de se conformer à la nomenclature commune anglo-américaine.
Les LCA ont été conçus pour un assaut silencieux mené par des troupes commandos, le navire restant assez bas sur l'eau pour approcher plus facilement des plages. Les premières productions incluaient dans la coque un matériau flottant, Onazote, les rendant presque insubmersibles. Mais la production augmentant et ce type de matériau venant à manquer, de plus en plus de LCA furent construits avec des coques creuses.
La faible puissance de ses deux moteurs Ford limitait sa vitesse. Il mesurait un peu plus de 12 mètres de long pour 3 mètres de large. La rampe de débarquement, relativement étroite, limitait la rapidité de déploiement des troupes.
La dotation en équipements du LCA était, comme lui-même, assez spartiate : ancre et chaine, 9 kg d'huile de lubrification, 7 kg de graisse, deux aussières, un seau et une écope ainsi...qu'un compas ! Le tout pour 32 kg.

## Histoire et utilisation

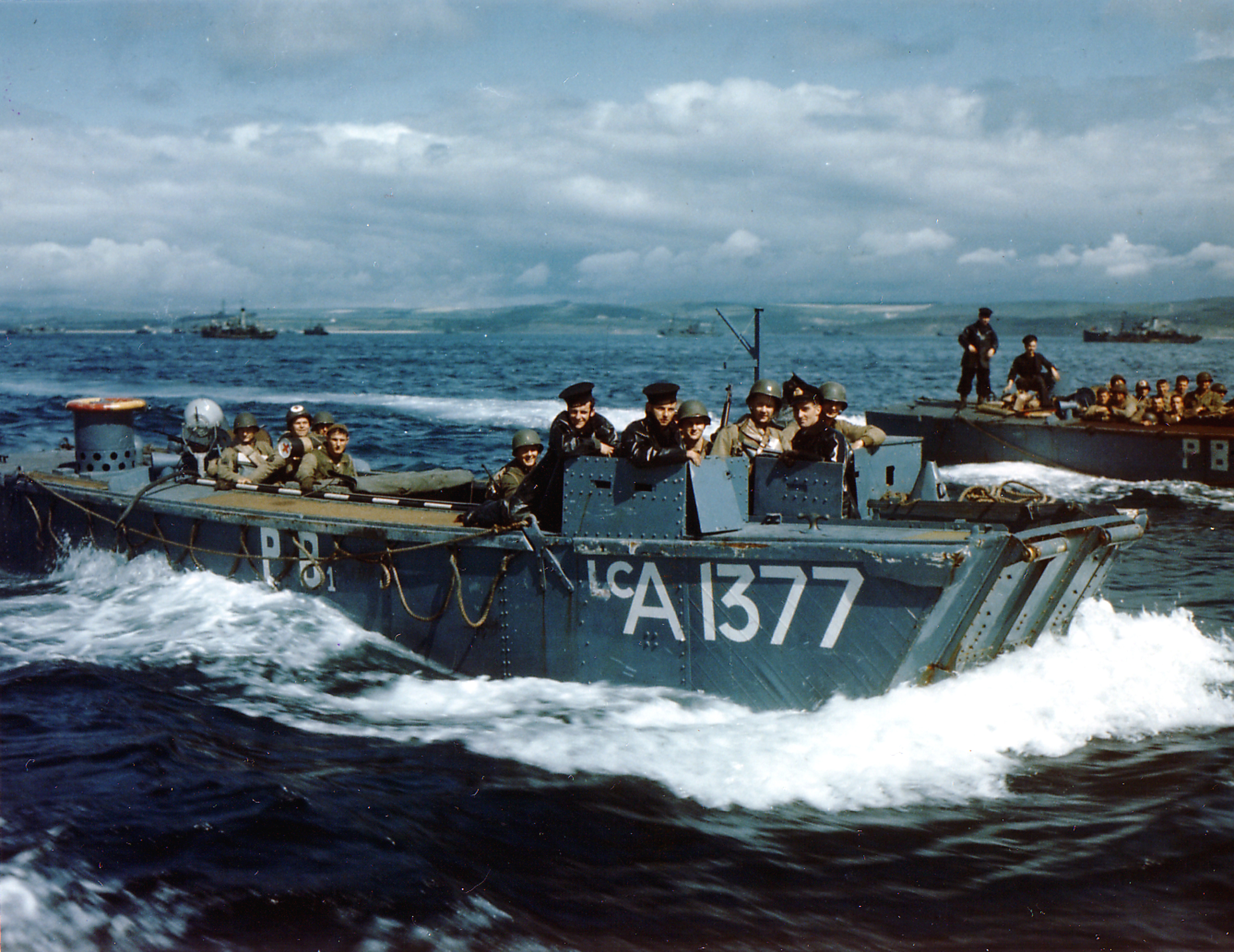
LCA 1377 transportant des soldats américains vers un port anglais durant la préparation du débarquement en Normandie en mai-juin 1944

Les premiers LCA ont été utilisés dès mai 1940 pour débarquer 120 légionnaires français lors de la bataille de Narvik.
 S'il ne fut jamais employé par la marine américaine, il fut cependant fréquemment utilisé pour le transport de soldats américains et notamment les rangers du 2e bataillon lors de l'assaut de la pointe du Hoc,. 267 LCA furent perdus en 1944.
Quelques versions du LCA ont été créées : le LCA bakery (boulangerie), le LCA OC qui était employé pour enlever les obstacles près des plages de débarquement, le LCA lance-flammes, à titre expérimental semble-t-il.

## Sources et bibliographie
- (en) Cet article est partiellement ou en totalité issu de l’article de Wikipédia en anglais intitulé « Landing Craft Assault » (voir la liste des auteurs).
- Yves Buffetaut, Les navires du Débarquement, Bourg-en-Bresse (70 Bd de Brou, 01000, Marines éd, 1994, 161 p. (ISBN 978-2-909675-06-0 et 978-2-909-67598-5, OCLC 39968801)
- John Keegan (trad. de l'anglais par Raymond Albeck), Six armées en Normandie : du jour J à la libération de Paris, 6 juin-25 août 1944, Paris, A. Michel, 2004, 384 p. (ISBN 978-2-226-15147-6 et 2-226-15147-8, OCLC 491549868)
- (en) A. D. Baker et United States. Office of Naval Intelligence., Allied landing craft of World War Two, Annapolis, Md, Naval Institute Press, 1985 (1re éd. 1944) (ISBN 978-0-87021-064-8 et 0-870-21064-5, OCLC 12662569).